# Ali Abdullah Saleh

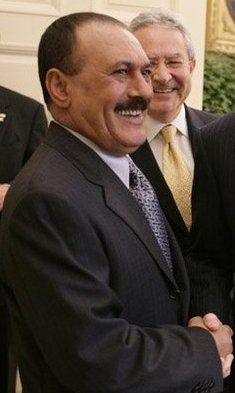
Ali Abdullah Saleh în 2005, la Casa Albă.

Ali Abdullah Saleh sau Ali Abdallah Saleh (în arabă: علي عبد الله صالح; n. 21 martie 1947, Sanhan⁠(d), Guvernoratul Sana'a, Yemen – d. 4 decembrie 2017, Sana'a, Yemen), a fost președintele Yemenului între 1990-2012. El a fost mai întâi președintele Yemenului de Nord din 1978 până în 1990, apoi a devenit președintele Yemenului unificat în 1990. A fost primul președinte yemenit ales prin vot direct în 1999 cu 96 % și reales la 22 septembrie 2006 cu 77,2% din de voturi.